# Miasta Dominiki
Według danych oficjalnych pochodzących z 2011 roku Dominika posiadała tylko 3 miasta oraz ponad 10 miejscowości o ludności przekraczającej 200 mieszkańców. Stolica kraju Roseau jako jedyne miasto liczyło ponad 10 tys. mieszkańców; reszta miast poniżej 5 tys. mieszkańców.

## Największe miasta na Dominice
Największe miasta na Dominice według liczebności mieszkańców (stan na 14.05.2011):
| L.p. | Miasto     | Parafia      | Liczba ludności |
| ---- | ---------- | ------------ | --------------- |
| 1.   | Roseau     | Saint George | 14 725          |
| 2.   | Portsmouth | Saint John   | 4 167           |
| 3.   | Canefield  | Saint Paul   | 3 324           |

## Alfabetyczna lista miast na Dominice

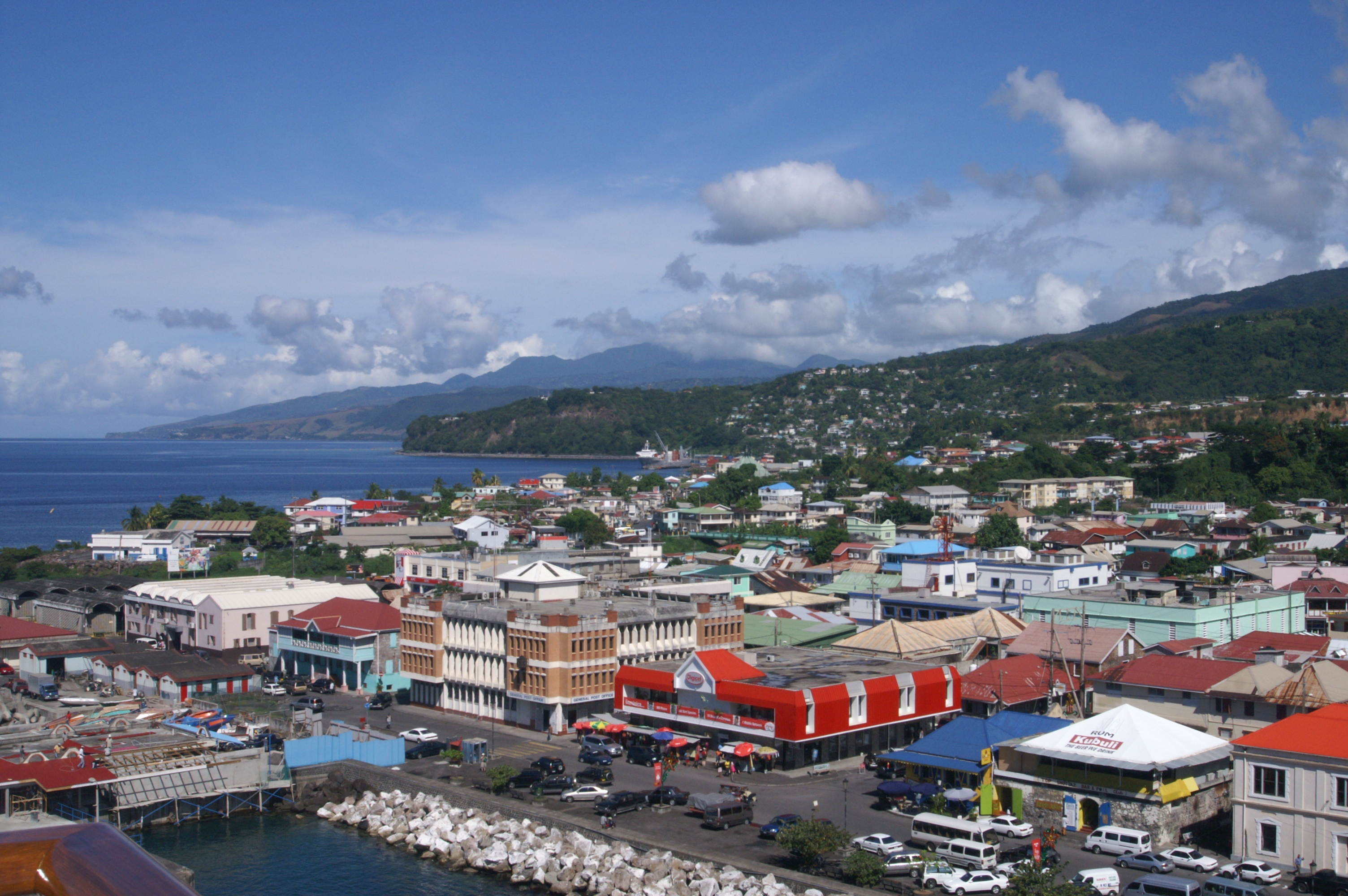
Roseau

- Canefield
- Portsmouth
- Roseau

Pozostałe miejscowości:
- Anse Du Mé
- Bense
- Berekua
- Calibishie
- Castle Bruce
- Colihaut
- Coulibistrie
- Dublanc
- Galion
- Hampstead
- La Plaine
- Laudat
- Mahaut
- Marigot
- Massacre
- Paix Bouche
- Petite Savane
- Pointe Michel
- Pont Cassé
- Rosalie
- Saint Joseph
- Salisbury
- Scotts Head
- Soufriére
- Trafalgar
- Vieille Case
- Wesley
- Woodford Hill
- Wotten Waven